# Esteban Navia y Quiroga
Esteban Navia Moscoso y Quiroga fue un médico y político peruano. 
Fue diputado constituyente por el departamento del Cusco en el Congreso Constituyente de 1822 que elaboró la primera constitución política del país.  
Fue elegido senador por el departamento del Cusco en 1853 durante las presidencias de Ramón Castilla y José Rufino Echenique.  